# Teinobasis samaritis
Teinobasis samaritis – gatunek ważki z rodziny łątkowatych (Coenagrionidae).